# Бейсалиев, Нуртай
Нуртай Бейсалиев, другой вариант имени — Миртай (1890 год — 1986) — старший табунщик колхоза «Кенес-Тюбе» Таласского района Джамбулской области, Казахская ССР. Герой Социалистического Труда (1948).

## Биография
Происходит из рода Шымыр племени дулат.  Родился в 1890 году в семье кочевника-скотовода. До начала 1930-х годов занимался батрачеством. С 1930 года трудился поливальщиком и с 1935 года — табунщиком в сельскохозяйственной артели (позднее — колхоз) «Кенес-Тюбе» Таласского района.
Ежегодно сохранял после зимовки поголовье табуна. В 1947 году вырастил 73 жеребёнка от 73 кобыл. Указом Президиума Верховного Совета СССР от 23 июля 1948 года «за получение высокой продуктивности животноводства в 1947 году» удостоен звания Героя Социалистического Труда с вручением ордена Ленина и золотой медали «Серп и Молот».
Этим же Указом званием Героя Социалистического Труда были награждены председатель колхоза «Кенес-Тюбе» Байгельда Кейкиев, заведующие фермами Куртибай Джанбосынов, Науат Егембердиева, заведующий коневодством Шинтас Тлебаев, старший табунщик Тастемир Дауренбеков и старший чабан Рыскулбек Тургимбаев. 
В 1960 году вышел на пенсию. Дата смерти не установлена.